# Erasmus-Gymnasium Grevenbroich
Das Erasmus-Gymnasium ist ein städtisches Gymnasium in Grevenbroich. Es ist benannt nach dem Theologen, Philosophen und Philologen Erasmus von Rotterdam und wurde im Jahr 1861 gegründet.

## Geschichte
Das Erasmus-Gymnasium wurde 1861 als höhere Bürgerschule gegründet. Aufgrund mangelnder Akzeptanz besuchten 1891 nur noch 32 Schüler die Schule. 1891 wurde Franz Ernst Rektor. Im Mai 1894 wurde dank seines Engagements das von 1893 an neu gebaute Schulgelände, inklusive 6 Klassenräumen, Aula und Direktorenvilla eingeweiht. Im März 1896 wurde die Schule als „Progymnasium mit nicht allgemein verbindlichem Griechisch und dessen Ersatz durch Englisch“ anerkannt. Daraus wurde 1922 ein Realprogymnasium. Der Name der Schule lautete von 1938 bis Ende 1945 Oberschule für Jungen, dann zunächst kurz „Gymnasium“, anschließend einige Zeit „Kreis- und Stadtgymnasium (alt- und neusprachlich)“, schließlich ab Schuljahr 1952/53 „Kreisgymnasium“. Seit dem 25. Mai 1981 führt die Schule den Namen „Erasmus-Gymnasium“.
Den Kern der heutigen Schule bildet das Gebäude, das im Jahre 1958 eingeweiht wurde. Dieser Neubau war notwendig geworden, da das alte Schulgebäude nach dem Zweiten Weltkrieg den Anforderungen nicht mehr gewachsen war. Ende 1955 war der Beschluss gefallen, den Entwurf der Aachener Architekten Bertram und Lang für den Neubau umzusetzen. An der Stelle des alten Gebäudes entstand 1959 der Sportbereich mit Turnhalle und Lehrschwimmbecken. So konnte die Feier zum 100-jährigen Bestehen in einer komplett neu gestalteten Schule stattfinden.
Aufgrund der Einführung des 60-Minuten-Taktes und der gesetzlich vorgeschriebenen Mittagspause wurde eine Mensa errichtet, die nach einjähriger Bauphase zum Schuljahr 2011/12 in Betrieb genommen wurde.

## Organisation
In jeder Jahrgangsstufe der Unter- und Mittelstufe gibt es eine bilinguale Klasse (englisch) sowie eine Lateinklasse ab der 5. Jahrgangsstufe.
Zu Schulbeginn des Schuljahres 2009/2010 wurde der 45-Minuten-Takt durch 60-minütige Unterrichtsstunden ersetzt.
Mit dem neuen Schuljahr 2019/2020 wurde der 67,5-Minuten-Takt für Schulstunden eingeführt. Dies geschah, um die Schulstunden mit denen des Pascal-Gymnasiums Grevenbroich zu synchronisieren und somit Kooperation zu ermöglichen.

## Klassenfahrten
In Klasse 5 findet eine dreitägige Kennenlernfahrt statt, in Klasse 7 die fünftägige Texel- bzw. England-Fahrt. Eine siebentägige Skifahrt folgt in der Jahrgangsstufe 9. Für die Oberstufe werden unterschiedliche Kursfahrten angeboten.

## Veranstaltungen
Eras-Stuss ist eine schulinterne Karnevalsveranstaltung am Altweiberdonnerstag, bei der durch ein Casting ermittelte Schüler Auftritte haben.
Jährlich finden auch das Weihnachtskonzert, das Herbstkonzert, das Forumskonzert und das Frühlingskonzert statt.
Von März 1996 bis 2008 fand alle 2 Jahre in der Aula der Schule das Schul-Theaterfestival „Minestrone“ statt. Bei dem Festival treten traditionell Theatergruppen der Grevenbroicher Schulen mit ihren Stücken auf.
2011 fanden zahlreiche Veranstaltungen anlässlich des 150-jährigen Bestehens der Schule statt.

## Auszeichnungen
Ende des Jahres 2011 wurde die Schule als Schule ohne Rassismus – Schule mit Courage ausgezeichnet. Dabei mussten rund 70 Prozent aller Schüler und Lehrer eine Selbstverpflichtungserklärung unterschreiben, dass sie sich gegen jede Art von Rassismus oder Diskriminierung wenden. Pate der Schule ist der ehemalige Bundesminister für Gesundheit Hermann Gröhe.
Im Jahr 2017 gewann die damalige 6d der Schule die Show Die beste Klasse Deutschlands.

## Personen

### Schulleiter
(Quelle: )
- 1861–1862: Adolf Dronke[6]
- 1863–1873: Marheineke
- 1872-1876: Konze
- 1876-1877: Schmidt
- 1877-1878: J. Pitsch
- 1878-1891: Bertling
- 1891–1925: Franz Ernst
- 1926–1934: Karl Schubert
- 1934-1945: Karl Retsch
- 1945-1952: Otto Broens
- 1953-1959: Anton Gail
- 1960–1984: Theodor Hermes
- 1984–1998: Karin Franssen[7]
- 1999–2001: Eberhard Schierschke[8]
- 2001–2018: Michael Jung[9]
- seit 2018: Michael Collel

### Ehemalige Schüler
- Peter Beier (1934–1996), evangelischer Theologe und Präses der Evangelischen Kirche im Rheinland (Abitur: 1955)
- Franziska Brandmann (* 1994), Bundesvorsitzende Junge Liberale  (Abitur: 2013)
- Peter Daners (1935–2020), Jurist und Politiker (Abitur: 1955)
- Oliver Decker (* 1968), Sozialpsychologe, Soziologe und Rechtsextremismusforscher (Abitur: 1989)
- Heinrich Dumoulin (1905–1995), Jesuit und Professor an der Sophia-Universität in Tokio
- Jörg Haasters (* 1940), Orthopäde
- Tadeusz Klaus (* 1960), Komponist (Abitur: 1978)
- Karl-Egon Lönne (1933–2006), Historiker (Abitur: 1955)
- Axel Prümm (* 1957), Jurist und Politiker, Bürgermeister der Stadt Grevenbroich (Abitur: 1977)
- Dagmar Täube (* 1961), Kunsthistorikerin (Abitur: 1980)
- Dieter Wellershoff (1925–2018), Schriftsteller (Abitur: 1946)
- Katharina Willkomm (* 1987), Politikerin (FDP)
- Dorothee Wilms (* 1929), Bundesministerin für Bildung und Wissenschaft und letzte Bundesministerin für innerdeutsche Beziehungen (Abitur: 1950)
- Jonas Windscheid (* 1982), Jazzmusiker und Tontechniker